# Albert Perrot

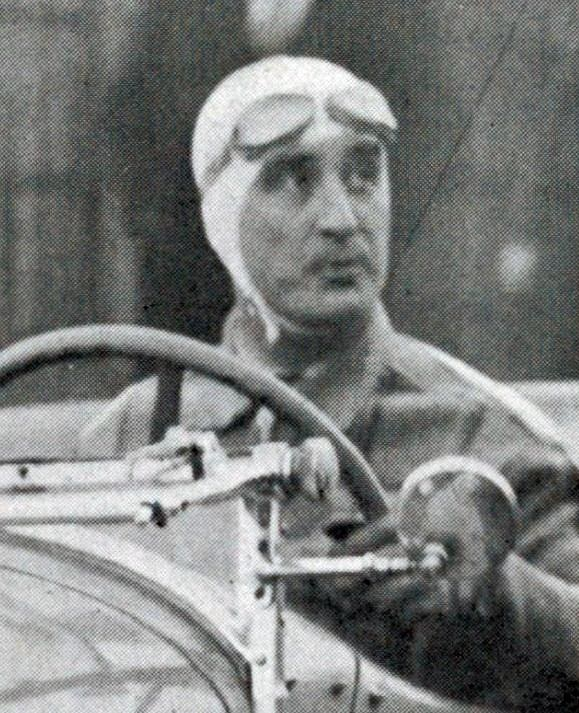
Albert Perrot 1935

Albert Louis Perrot (* 31. Januar 1894 in Quarré-les-Tombes; † 6. Oktober 1950 in Boulogne-Billancourt) war ein französischer Autorennfahrer.

## Karriere als Rennfahrer
Albert Perrot war als Monoposto- und Sportwagenfahrer aktiv. Nach ersten Rennen mit Cyclecars startete er 1929 auf einem Alfa Romeo 6C-1500 beim Großen Preis von Monaco. Ein Reifenschaden beendete den Einsatz nach 18 Runden. 1936 beendete er den als Sportwagenrennen ausgefahrenen Großen Preis von Frankreich auf dem Autodrome de Linas-Montlhéry im Delahaye 135CS an der fünften Stelle. Als Werksfahrer von Delahaye gewann er den Großen Preis von Algerien 1934, den Circuit d'Orleans 1935 und im selben Jahren den Grand Prix de la Marne. Seine einzige Teilnahme am 24-Stunden-Rennen von Le Mans endete 1928 mit einer Disqualifikation. 
Im Mai 1934 fuhr er gemeinsam mit Marcel Dhôme und Armand Girod auf einem Delahaye Langstrecken-Weltrekorde auf dem Autodrome de Linas-Montlhéry. Dazu zählten Bestwerte über 4000 und 5000 Meilen sowie die Durchschnittsgeschwindigkeit 176 km/h über eine Fahrzeit von 48 Stunden.

## Statistik

### Le-Mans-Ergebnisse
| Jahr | Team                        | Fahrzeug   | Teamkollege   | Platzierung     | Ausfallgrund |
| ---- | --------------------------- | ---------- | ------------- | --------------- | ------------ |
| 1928 | Société des Moteurs Salmson | Salmson GS | Julien Hasley | disqualifiziert |              |